# Gentianopsis crinita
Espèce
Classification phylogénétique
Gentianopsis crinita (aussi dénommée « Gentiane frangée ») est une espèce de plantes à fleurs de la famille des Gentianaceae. C'est une plante herbacée présente à l'état naturel en Amérique du Nord.

## Description
La floraison a lieu entre septembre et novembre. Les fleurs sont bleues, leur taille varie entre 2 et 10 centimètres, elles disposent de deux paires de sépales verts. Les fleurs ne s'ouvrent que les jours ensoleillés alors qu'elles restent fermées les jours couverts. La plante est monocarpienne ce qui signifie qu'elle ne fleurit qu'une seule fois durant sa vie.

## Distribution
La plante est présente à l'état naturel aux États-Unis et au Canada. On la trouve par exemple en très faibles quantités dans la province de Québec mais surtout dans les États américains du Connecticut, Delaware, Géorgie, Illinois, Indiana, Iowa, Maine, Maryland, Massachusetts, Michigan, Minnesota, Montana, New Hampshire, New Jersey, New York, Caroline du Nord, Dakota du Nord, Ohio, Pennsylvanie, Rhode Island, Dakota du Sud, Tennessee, Vermont, Virginie, Virginie-Occidentale et Wisconsin www.gsrcorp.com.